# توشياكي هاجي
توشياكي هاجي (باليابانية: 羽地 登志晃) (28 أغسطس 1978 في ساكاي في اليابان – )؛ هو لاعب كرة قدم ياباني سابق كان يلعب كمهاجم.

## وصلات خارجية
- توشياكي هاجي على موقع رابطة كرة القدم اليابانية للمحترفين (اليابانية)
- توشياكي هاجي على موقع قاعدة بيانات كرة القدم.إي يو (الإنجليزية)
- توشياكي هاجي على موقع Soccerway.com (الإنجليزية)
- توشياكي هاجي على موقع عالم كرة القدم.نت (الإنجليزية)